# ایران ما
ایران ما روزنامه‌ای بود که از سال ۱۳۲۲ تا ۱۳۳۴ در تهران منتشر می‌شد.